# Канео, Мигель
Мигель Эдуардо Канео (исп. Miguel Eduardo Caneo; род. 17 августа 1983 или 17 марта 1983, Хенераль-Рока, Рио-Негро) — аргентинский футболист, игравший на позиции атакующего полузащитника.

## Клубная карьера
Канео — воспитанник клуба «Бока Хуниорс». В начале 2003 года он дебютировал за команду в аргентинской Примере. В родном клубе Мигель провёл и хотя не являлся футболистом основы, смог выиграть чемпионат и стать обладателем Кубка Либертадорес. В 2005 году он перешёл в «Кильмес». За новый клуб он удачно выступал в Кубке Либертадорес.
В 2006 году Канео уехал из Аргентины и стал футболистом чилийского «Коло-Коло». Он сыграл всего 8 матчей, но смог выиграть чемпионат Чили. В 2007 году Мигель вернулся на родину, где подписал соглашение с «Годой-Крус». В марте он получил серьёзную травму — разрыв крестообразных связок. В 2008 году для набора формы Канео был отдан в аренду в колумбийский «Бояка Чико». Оправившись от травмы Мигель помог новому клубу выиграть Кубок Мустанга и стал лучшим бомбардиром чемпионата.
В 2010 году Канео вернулся в «Кильмес». После вылета команды в Сегунду он помог Кильмесу вернуться в элиту. В октябре 2012 года Мигель получил разрыв ахиллесова сухожилия и находился вне игры полгода. В 2014 году Канео перешёл в «Депортиво Кали». 19 июля в матче против своего бывшего клуба «Бояка Чико» он дебютировал за новую команду. Летом 2015 года Канео присоединился к «Арсеналу» из Саранди. 10 июля в матче против «Химансии Ла-Плата» он дебютировал за новый клуб. 17 октября в поединке против «Колона» Мигель забил свой первый гол за «Арсенал».
Летом 2016 года Канео во второй раз присоединился к «Бояка Чико». Через год Мигель вернулся в «Кильмес», где неплохо отыграл полгода. В начале 2018 года Канео перешёл в столичную «Атланту». 15 сентября в матче против «Депортиво Фландрия» он дебютировал за новую команду.

## Достижения
Командные
 «Бока Хуниорс»
- Чемпионат Аргентины по футболу — Апертура 2003
- Обладатель Кубка Либертадорес — 2003

 «Коло-Коло»
- Чемпионат Чили по футболу — Кл. 2006

 «Бояка Чико»
- Чемпионат Колумбии по футболу — Апертура 2008

Индивидуальные
- Лучший бомбардир чемпионата Колумбии — Апертура 2008